# 13e étape du Tour de France 1914
Pour un article plus général, voir Tour de France 1914.
La 13e étape du Tour de France 1914 s'est déroulée le mercredi 22 juillet.
Les coureurs relient Belfort à Longwy sur un parcours de 325 kilomètres à travers le Territoire de Belfort, les Vosges et la Meurthe-et-Moselle.
Le coureur luxembourgeois François Faber gagne l'étape, tandis que le coureur belge Philippe Thys conserve la tête du classement général.

## Le parcours de l'étape
L'étape traverse trois départements : le Territoire de Belfort, les Vosges et la Meurthe-et-Moselle.
Elle part de Belfort, passe par le Ballon d'Alsace, le Col de Grosse Pierre, Gérardmer, Saint-Dié, Baccarat, Saint-Clément, Lunéville, Nancy, Pagny-sur-Moselle, Briey et enfin Longwy. 

## Déroulement de la course
La treizième étape entre Belfort et Longwy n'apporte aucun changement au classement général. En retrait depuis le départ du Tour, François Faber réussit un exploit retentissant : il s'impose dans la cité industrielle après avoir mené une échappée en solitaire de plus de 200 km, tandis que les favoris arrivent groupés. Bien qu'il reconnaisse la performance du champion luxembourgeois, Henri Desgrange regrette qu'il ait pu bénéficier d'une certaine mansuétude de la part du peloton, cadenassé par ses équipiers de la formation Peugeot. À l'arrivée à Longwy, Faber apparaît légèrement ivre, titubant, ce que ne manquent pas de relever les suiveurs. Un journaliste de Sporting affirme : « Le vainqueur de l'étape, qui s'excitait à la fine champagne depuis le départ, ne trouvait pas la route assez large et vraiment l'instinct est une belle chose s'il lui a permis d'arranger ses rayons, car, à l'arrivée, Faber ne voyait pas les arbres. »

## Classements

### Classement de l'étape
| \| Classement de l'étape \| Classement de l'étape \| Classement de l'étape \| Classement de l'étape \| Classement de l'étape \| \| Coureur \| Coureur \| Pays \| Équipe \| Temps \| \| --------------------- \| --------------------- \| --------------------- \| ----------------------- \| --------------------- \| \| 1er \| François Faber \| Luxembourg \| Peugeot-Wolber \| 10 h 30 min 44 s \| \| 2e \| Henri Pélissier \| France \| Peugeot-Wolber \| + 6 min 18 s \| \| 3e \| Jean Alavoine \| France \| Peugeot-Wolber \| + 6 min 18 s \| \| 4e \| Philippe Thys \| Belgique \| Peugeot-Wolber \| + 6 min 18 s \| \| 5e \| Jean Rossius \| Belgique \| Alcyon-Soly \| + 6 min 18 s \| \| 6e \| Hector Tiberghien \| Belgique \| Peugeot-Wolber \| + 6 min 18 s \| \| 7e \| Charles Charron \| France \| \| + 6 min 18 s \| \| 8e \| Paul Duboc \| France \| La Française-Hutchinson \| + 6 min 18 s \| \| 9e \| Don Kirkham \| Australie \| \| + 6 min 18 s \| \| 10e \| Émile Georget \| France \| Peugeot-Wolber \| + 6 min 18 s \| |                   |            |                         |                  |
| |                   |            |                         |                  |
| |                   |            |                         |                  |
| Classement de l'étape |                   |            |                         |                  |
| Coureur | Coureur           | Pays       | Équipe                  | Temps            |
| 1er | François Faber    | Luxembourg | Peugeot-Wolber          | 10 h 30 min 44 s |
| 2e | Henri Pélissier   | France     | Peugeot-Wolber          | + 6 min 18 s     |
| 3e | Jean Alavoine     | France     | Peugeot-Wolber          | + 6 min 18 s     |
| 4e | Philippe Thys     | Belgique   | Peugeot-Wolber          | + 6 min 18 s     |
| 5e | Jean Rossius      | Belgique   | Alcyon-Soly             | + 6 min 18 s     |
| 6e | Hector Tiberghien | Belgique   | Peugeot-Wolber          | + 6 min 18 s     |
| 7e | Charles Charron   | France     |                         | + 6 min 18 s     |
| 8e | Paul Duboc        | France     | La Française-Hutchinson | + 6 min 18 s     |
| 9e | Don Kirkham       | Australie  |                         | + 6 min 18 s     |
| 10e | Émile Georget     | France     | Peugeot-Wolber          | + 6 min 18 s     |

### Classement général
| \| Classement général \| Classement général \| Classement général \| Classement général \| Classement général \| \| Coureur \| Coureur \| Pays \| Équipe \| Temps \| \| ------------------ \| ------------------ \| ------------------ \| ------------------ \| ------------------ \| \| 1er \| Philippe Thys \| Belgique \| Peugeot-Wolber \| 171 h 27 min 37 s \| \| 2e \| Henri Pélissier \| France \| Peugeot-Wolber \| + 31 min 50 s \| \| 3e \| Jean Alavoine \| France \| Peugeot-Wolber \| + 1 h 13 min 06 s \| |                 |          |                |                   |
| |                 |          |                |                   |
| |                 |          |                |                   |
| Classement général |                 |          |                |                   |
| Coureur | Coureur         | Pays     | Équipe         | Temps             |
| 1er | Philippe Thys   | Belgique | Peugeot-Wolber | 171 h 27 min 37 s |
| 2e | Henri Pélissier | France   | Peugeot-Wolber | + 31 min 50 s     |
| 3e | Jean Alavoine   | France   | Peugeot-Wolber | + 1 h 13 min 06 s |